# Polemó I
Polemó I (en llatí Polemon, en grec antic Πολέμων) fou rei del Pont i del Bòsfor.
Era fill de Zenó, famós orador de Laodicea i va rebre de Marc Antoni, pels serveis del seu pare i els propis donant suport als romans, el govern de part de Cilícia sense títol reial el 39 aC. La seva residència era a Olba i el seu nom apareix a algunes monedes d'aquesta ciutat amb el títol αρχιερεύς ("Arquiereus" Pontífex màxim) i αυνάστης ("Aunástes").
Poc després Marc Antoni li va canviar aquest principat pel Regne del Pont amb títol de rei. No se sap en quin moment va ser nomenat, però ja ho era el 36 aC, perquè l'anomena amb aquest títol Dió Cassi. Aquell any va cooperar amb Marc Antoni a la campanya contra els parts, però va ser derrotat junt amb Appi Estacià i fet presoner pel rei part, però va poder alliberar-se a si mateix pagant un rescat, segons Dió Cassi i Plutarc.
L'any 35 aC va negociar, en nom de Marc Antoni, l'aliança del rei d'Atropatene Artavasdes III, al que va aconseguir fer client de Roma. El triumvir li va donar en recompensa el regne de la Petita Armènia (sense perdre el Pont). Va enviar una força auxiliar a Marc Antoni i Cleòpatra poc abans de la batalla d'Àccium l'any 31 aC, però va saber fer la pau amb Octavi que el va confirmar com a rei del Pont i Armènia i més tard el va qualificar d'amic i aliat del poble romà, segons Plutarc i Estrabó.
El 16 aC Marc Vipsani Agripa li va encarregar de sotmetre el regne del Bòsfor, que a la mort d'Asandre havia estat usurpat per Escriboni. L'usurpador Escriboni va ser enderrocat i assassinat abans de l'arribada de Polemó, que llavors va imposar-se ell mateix al tron, eliminant els que s'hi oposaven, i Agripa el va confirmar i després el mateix August. El seu regne abraçava el Pont i Còlquida i el Regne del Bòsfor fins al riu Tanais (Don). La ciutat de Tanais que es va revoltar per recuperar la seva independència, va ser arrasada. Va fer una expedició contra els Aspurgis, una tribu sàrmata del nord de Fanagòria, on va ser derrotat, fet presoner i executat. Es desconeix la data d'aquest fet, però era posterior al 2 aC en què encara governava segons una inscripció.
Es va casar dues vegades: amb Dinamis, filla de Farnaces II del Pont i neta de Mitridates VI Eupator (de la que no va tenir fills) i amb Pitodoris que el va succeir al tron com a regent del seu fill Polemó II. L'altre fill, Zenó, va rebre principalment els territoris de la Petita Armènia i va regnar amb el nom d'Artaxes III d'Armènia. Una filla (Antònia Trifena) es va casar amb Cotis III, rei de Tràcia, com diu Tàcit als Annals.